# 横廠式ホ号試作小型水上機
横廠式ホ号試作小型水上機（よこしょうしきほごうこがたしさくすいじょうき）は、大日本帝国海軍が試作した水上機。

## 概要
1917年（大正6年）、横須賀海軍工廠（横廠）は偵察機として運用できる小型軽快高速の実験機の開発を企画し、馬越喜七中尉を設計主務者として開発を進め、1918年（大正8年）に1機の試作機を完成させた。しかし、低速機が主流だった当時の海軍において、本機は高速性能から離着水が危険だとパイロットに忌避されたため、研究機の域を出ることはなかった。しかし、本機は横廠式ロ号甲型水上偵察機の開発の際に参考として活用された。
機体は木製骨組に羽布張りの複葉機で、当時イギリスから日本に輸入されていたショート 184とソッピース シュナイダーの設計を折衷したような設計だった。降着装置は双フロート。

## 諸元
- 全長：9.955 m
- 全幅：14.60 m
- 全高：3.62 m
- 自重：884 kg
- 全備重量：1,364 kg
- エンジン：サルムソン M-9（英語版） 水冷星型9気筒（最大140 hp） × 1
- 最大速度：124 km/h
- 航続時間：6.5時間
- 乗員：1機